# Severnoe (Oblast' di Orenburg)
Severnoe (in russo Северное?) è un villaggio della Russia europea sudorientale, situato nell'oblast' di Orenburg; è il centro amministrativo del rajon Severnyj.
Si trova 310 km a nord-ovest di Orenburg e 50 km a nord di Buguruslan. A nord del villaggio passa la strada M5 «Ural».